# Leedsichthys problematicus
 Leedsichthys problematicus  ist ein ausgestorbener Knochenfisch, dessen Fossilien in etwa 165 bis 155 Millionen Jahre alten Meeresablagerungen aus dem mittleren sowie oberen Jura gefunden wurden. Der Name „Leedsichthys“ bedeutet „Leeds' Fisch“, nach dem Fossilsammler Alfred Leeds, der die ersten Fossilien 1889 nahe Peterborough in England entdeckte. Das Epitheton „problematicus“ bekam das Taxon, weil die Ermittlung der Größe sich als so schwierig erwies.

## Merkmale
Leedsichthys gehört zu den Pachycormidae, ausgestorbenen Strahlenflossern mit einem nur teilweise verknöcherten Skelett. Besonders die Wirbelsäule bestand zum größten Teil aus Knorpel, der nicht fossil erhalten ist. Da die gefundenen Überreste stark zerfallen sind und kein vollständiges Exemplar gefunden wurde, ist die Ermittlung der genauen Länge des Tieres schwierig. Leedsichthys problematicus könnte der Fisch mit der größten Körperlänge in der Erdgeschichte gewesen sein; Untersuchungen gehen davon aus, dass die Fische mit einem Alter von 20 Jahren eine Länge von 9 Meter erreichten und im Alter von 38 Jahren 16,5 Meter lang gewesen sein könnten. Die Brustflosse soll 2,30 bis 3 Meter lang gewesen sein, ein einzelner Teil der homocerken Schwanzflosse 1,80 bis 2 Meter hoch. Zum Vergleich: Der größte rezente Fisch ist der Walhai, das längste gemessene Exemplar war 13,7 Meter lang.

## Lebensweise

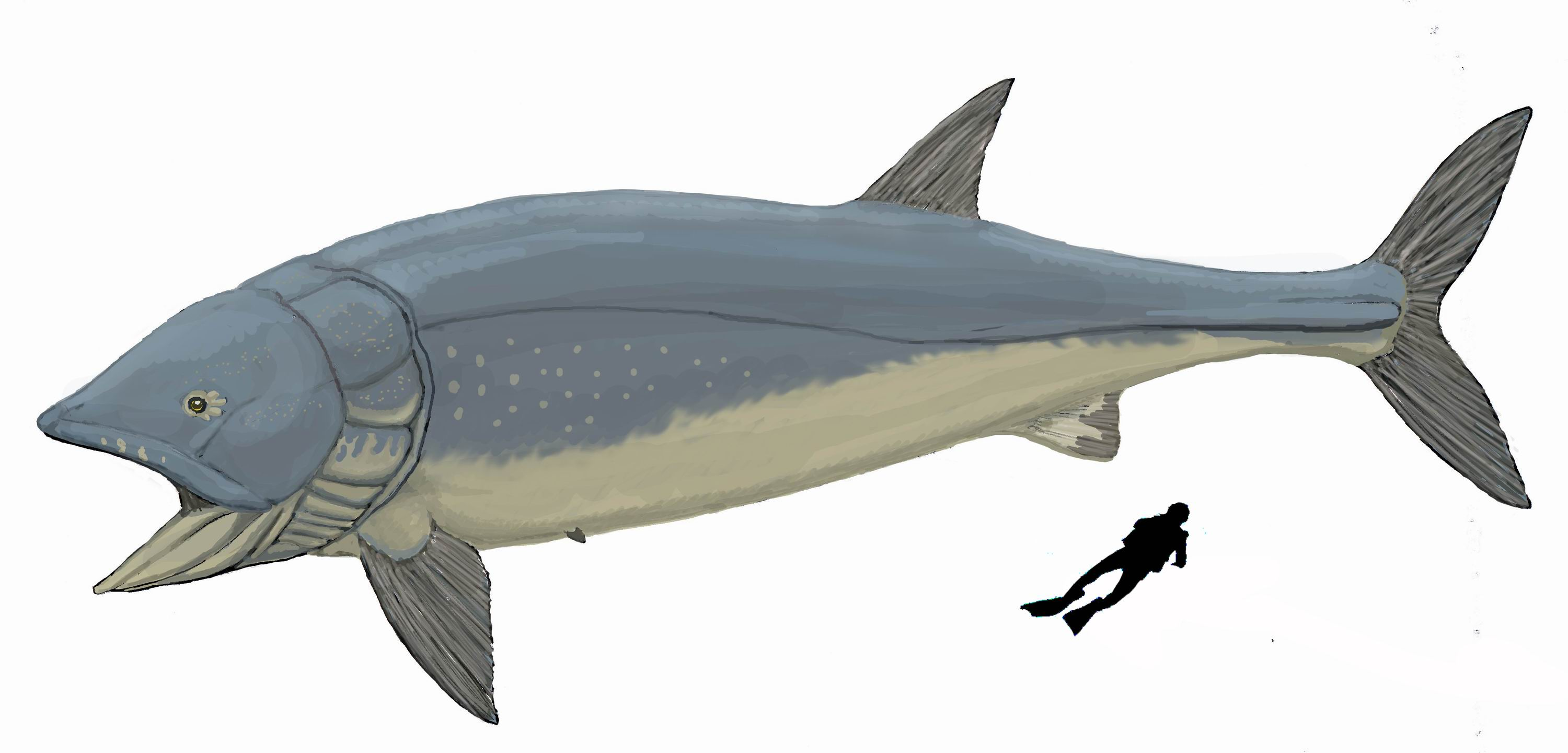
Größenvergleich eines Menschen und Leedsichthys problematicus

Wie der Walhai ernährte sich Leedsichthys problematicus von Plankton, das mit Hilfe eines Filtrierapparates im Maul und in den Kiemen aus dem aufgenommenen Wasser herausgefiltert wurde.

## Systematik
Leedsichthys problematicus gehört zu einer monophyletischen Klade großer mariner, filtrierender Planktonfresser innerhalb der ausgestorbenen Pachycormidae, die vom Mitteljura bis in die Oberkreide lebten. Die Pachycormidae gehören zu den Echten Knochenfischen (Teleostei).